# エルトプラジン
エルトプラジン（英：Eltoprazine、開発コード名：DU-28,853）は、フェニルピペラジンクラスのセロトニン作動性薬物であり、鎮静薬または抗攻撃性剤として記載されている。
セロトニン5-HT1Aおよび5-HT1B受容体のアゴニストとして、またセロトニン5-HT2C受容体のアンタゴニストとして作用する。この薬物は、同様の作用を持つ薬物であるフルプラジンやバトプラジンと関連しており、S-15535やレコゾタンの前駆体であることも知られている。
エルトプラジンは1987年に初めて科学文献に記載された。攻撃行動、注意欠如多動症（ADHD）、認知障害、薬物誘発性ジスキネジアの治療薬として開発中である（または、であった）が、2022年2月現在、これらの適応症での最近の開発は報告されていない。精神病の治療薬としても開発中であったが、この適応での開発は中止された。エルトプラジンは、攻撃行動の治療に有効な徴候を示したと言われているが、攻撃行動は障害というよりもむしろ症状であるという理由で、販売承認は却下された。この薬物はソルベイによって作られ、Elto Pharma、PsychoGenics、Solvayによって開発された。